# HABイブニングリポート
『HABイブニングリポート』（エイチエービーイブニングリポート）は、1998年3月30日から同年10月2日まで半年間、北陸朝日放送で生放送された平日夕方のローカルワイドニュース番組である（『ANNスーパーJチャンネル』の石川県ローカルパート）。「協力・朝日新聞」の協力クレジットが付けられていた。

## 概要
- 2年半続いた『HABワイドステーション』の後番組として放送開始。

- 17時台の第1部はローカルニュースパートで、18時台の第2部は前半でテレビ朝日発全国ニュース『ANNスーパーJチャンネル』をネットし、後半では石川県を中心とする北陸地方のローカルニュース・天気予報を伝えていた。

- 金曜日はローカル情報番組『HABイブニングリポート金曜版』として放送。

- 週末（土曜・日曜）の放送は無く、『ANNスーパーJチャンネル』のローカルニュースに充てられていた。

- 『スーパーJチャンネル』の17時台前半全国ニュースネットに伴い番組は半年で終了。

- 1998年10月5日からは『HABスーパーJチャンネル』（金曜日は『HABスーパーJチャンネル金曜版』）が放送されている。

## 放送時間
- 月曜 - 金曜 17:30 - 19:00 （1998年3月30日 - 1998年10月2日）

## キャスター
- 月曜 - 木曜・牧野慎二（北陸朝日放送アナウンサー）、深田みどり（当時北陸朝日放送アナウンサー）
- 金曜・金子美奈（当時北陸朝日放送アナウンサー）、中本圭一（当時北陸朝日放送アナウンサー）